# Bombardier Zefiro
Bombardier Zefiro — семейство высокоскоростных пассажирских поездов с эксплаутационной скоростью от 250 км/ч, разработанных канадской фирмой Bombardier Transportation.
К 2011 году в семейство входят Zefiro 250 с эксплуатационной скоростью 250 км/ч, полностью производимый в Китае, Zefiro 300 с эксплуатационной скоростью 300 км/ч и Zefiro 380.

## История
Ранее Bombardier transportation участвовала  в консорциумах по производству высокоскоростных поездов: Intercity-Express (Германия), AVE Class 102, RENFE class 130 (Испания), ICN (Швейцария), Acela Express (США), а также TGV Duplex, Eurostar, Thalys, ETR 500. Кроме того, компания самостоятельно строила высокоскоростные поезда для региональных рынков CRH1, XinShiSu tilting train (Китай), Regina (Швеция), BM71 (Норвегия).
В ноябре 2005 года Bombardier запустил своё генеральное решение Zefiro: одноэтажный поезд для высокоскоростных линий, доступный в 4, 8, 12 или 16-вагонных вариантах, способный работать с различными системами электрификации и производимый с вагонами стандартной (2,9 м) или увеличенной (3,4 м) ширины.

## Конструкция
Zefiro — это поезд с одноэтажными вагонами и распределенной тягой, состоящий из моторных (тяговых), прицепных и тяговых концевых вагонов. Корпуса выполнены с применением алюминиевых конструкций (за исключением широкого Zefiro 250 из нержавеющей стали), с индивидуальной внутренней планировкой.
Поезда составляются из групп по 4 вагона; каждая группа имеет трансформатор и привод. Обычно концевые вагоны имеют моторные тележки, два средних вагона — безмоторные. Пантограф размещается на одном из безмоторных вагонов.
По спецификации 2009 года применяются асинхронные трёхфазные приводы с воздушным охлаждением, опционально предлагаются синхронные двигатели с постоянными магнитами, протестированные на поездах Regina в 2008 году.

## Варианты

### Zefiro 250
Первый вариант Zefiro построен в серии из двадцати 16-вагонных электропоездов со спальными местами на заводе Sifang Power (Qingdao) Transportation, поставки начались в 2009 году. Это первые высокоскоростные поезда, произведённые в Китае (по лицензии).
В Китае поезда именуются CRH1E.
Развиваемое ускорение 0,6 м/сек.², 16-вагонный поезд весит 859 тонн, осевая нагрузка 16,5 т, тележки типа применяемых на поезде Regina с базой 2,7 м с 63 % моторных осей.
В июле 2010 министерство железных дорог Китая заказало ещё сорок 8-вагонных поездов CRH1 Zefiro.

### Zefiro 300
Тип Zefiro 300 разработан для стран Европы, по спецификации  Международного союза железных дорог, способен работать на всех европейских системах электрификации (1,5 & 3 кВ DC, 15 & 25  кВ AC). Тележки типа FLEXX с базой 2,75 м с 50 % моторных осей, ускорение  >0,60 м/сек.², осевая нагрузка 17 тонн.

#### Zefiro V300
Тип V300 Zefiro предложен Bombardier совместно с AnsaldoBreda на конкурс итальянского оператора Trenitalia на поставку 50 новых высокоскоростных поездов в 2010. Trenitalia выбрала эту заявку и с 2013 года поезда должны пойти в эксплуатацию под названием ETR1000.

### Zefiro 380
В сентябре 2009, Bombardier объявил о заказе 80 поездов Zefiro 380 для министерства железных дорог Китая, с постройкой на совместном предприятии Bombardier Sifang в Циндао. Transportation Ltd. Заказ на двадцать 16-вагонных и шестьдесят 8-вагонных поездов стоит 2,7 € млрд. или $4 млрд. Доля Bombardier составит 1,3 € млрд.
Китайские названия поездов будут CRH380D (8-вагонный) и CRH380DL (16-вагонный).
Мощность 16-вагонного поезда ~20 МВт, с 50 % моторных тележек (тип FLEXX с базой 2,7 м), ускорение >0,48 м/сек.², вес 948 тонн, осевая нагрузка ~17 тонн.

## Аналоги
- China Railways CRH1 (высокоскоростной поезд для Китая разработки Bombardier)
- Siemens Velaro (конкурирующее решение)
- Alstom AGV (конкурирующее решение)

## Внешние ссылки
- Bombardier Zefiro (недоступная ссылка) Bombardier Zefiro site